# Maule (Chile)
Maule – miasto w Chile, w regionie Maule, w prowincji Talca.